# Atherix chrysopiliformis
Atherix chrysopiliformis är en tvåvingeart som beskrevs av Lindner 1924. Atherix chrysopiliformis ingår i släktet Atherix och familjen bäckflugor.
Artens utbredningsområde är Bolivia. Inga underarter finns listade i Catalogue of Life.